# 也蒲甘卜
也蒲甘卜（Yabu Γambo，?—?），蒙古帝国唐兀人，原籍甘州（今甘肃省张掖市），姓也蒲（野蒲）氏。甘卜（Γambo）是西夏语「觉者（sgam-po）」之意。
也蒲甘卜原来是西夏党项人，1221年，率众归附成吉思汗铁木真，隶蒙古军籍。他奉旨同所管河西党项人，從左翼万户木華黎出征，后来因病早亡。他的儿子昂吉兒后来参加征服南宋的战争。

## 延伸阅读
[在维基数据编辑]
 《元史·卷123》，出自宋濂《元史》